# デスペラード (お笑いコンビ)
デスペラードは、吉本興業東京本社所属のお笑いコンビ。2004年9月結成。2020年1月解散。

## メンバー
- 武井 志門（たけい しもん、1977年12月29日 - ）
ツッコミ担当。東京都足立区出身。A型。
一部に髪を残し、あとは全部剃った髪型が特徴。
鈴々舎馬ることは、1999年頃から約3年間一緒のライブに出演していたという関係の仲だった[1]。
漫画家でアマチュア漫才師としても活動する森田まさのりと交流があり、ネタ作りの手伝いをしている。
- エマミ・シュン・サラミ（1980年10月25日 - ）
ボケ担当。イラン・テヘラン出身。O型。父親がイラン人、母親が日本人のハーフ[2]。
イランの民族衣装で主に出演している。
イラン・イラク戦争から逃れるために9歳の時に日本に亡命し、北海道帯広市に移住した[2]。
東海大学中退。学生時代はパチスロや性風俗関係のライター、アダルトビデオの台本執筆も手掛けていた[2]。
NSC在籍当時はイラン人であることを隠し[3]、日本人を装って、母親の名字をとって『渡辺隼』と名乗っていたこともあった[2]。
最初はツッコミ役をやりたかったそうだが、NSC在学中に講師から「本当はイラン人じゃないのか?」と指摘され、以後イラン人ということをいじられるようになり、「イラン人という事だけでこんなにウケるのか?」と思って、自らボケ役の適性を見付けることが出来たという[2]。
イスラム教徒であり、戒律により豚肉は食せないが、もつ焼き屋でアルバイトをしている。
コンビ解散後は吉本興業を退社。その後はピン芸人「モハメド太郎」としてフリーで活動中。

### 元メンバー
- 糸山 国男（いとやま くにお、1977年12月8日 - ）
千葉県成田市出身。
2004年脱退。その後は、ピン芸人「茶柱立乃助」として活動。

## 来歴・芸風
NSC東京校8期生に在籍した3人により結成。以前は『デスリガン』というコンビ名も並行して使っていたことがあった。
2004年9月に一人脱退し、現在のコンビとなる。脱退した一人はピン芸人「茶柱立乃助」として活動。
コンビ名は、アメリカ合衆国のバンド・イーグルスの曲『デスペラード（ならず者）』から付けられた。名付け親は途中で脱退したメンバー（後の茶柱立乃助）。
スタイルは主に漫才で、日本人とイラン人の違いやそれぞれの国の違い、また時事問題を絡めたネタなどを披露している。イランのネタに入る時は、時々過激な方向に行くこともある（アルカーイダ、自爆テロなど）。ターバンを巻いて出演することが多いサラミは最初「ターバンは本来、政治家とか偉い人が巻くもの」としてターバンを巻かずに出演していたが、『爆笑レッドカーペット』に出演する時にターバンを巻くようにアドバイスされ、以後ターバン姿で出演することが多くなったという。なお、ネタ、ライブによってはターバンを巻かずに出演することもある。
2009年4月8日には、住友商事の新入社員研修に「講師」として招かれ、コミュニケーション能力向上の一環として漫才を教えた。
2020年1月、武井が公式ツイッターにてコンビ解散を発表。

## 出演

### テレビ
- 爆笑ピンクカーペット（フジテレビ、2007年11月26日（第3回））※キャッチコピーは「石油も笑いも掘り当てろ」
- 爆笑レッドカーペット（フジテレビ、2008年7月23日初出演）※キャッチコピーは「石油も笑いも掘り当てろ」
- ぐるぐるナインティナイン（日本テレビ）※『おもしろ荘』コーナーにて、ユンボ安藤、外苑警備隊原田との4人ユニット『ユンボ団』で出演
- 21世紀エジソン（TBSテレビ、2008年7月29日）※『一発ギャグメリーゴーランド』出演
- MMM（日本テレビ）
- PLAY!AWA'S 〜美と笑いの大お見せ合いパーティ〜（GyaO）
- ショーバト!（日本テレビ、2010年8月17日）※『ミニバト!』出演
- マバタキー（フジテレビ、2012年12月31日、2013年3月27日）
- PON!（日本テレビ、2015年9月9日）※『お笑い数うちゃPON!』コーナー

### ラジオ
- メキキの聞き耳（TBSラジオ）※エマミ・シュン・サラミのみ

### インターネット番組
過去のレギュラー
- 囚人大喜利（ニコニコ生放送、2010年10月8日 - 2017年3月22日[注 1]）※隔週水曜日深夜放送[注 2]。基本的に武井のみ/複数回コンビ出演。
- 囚人大喜利α（ツーラビッツチャンネルFRESH、2017年4月12日 - 2017年10月26日）※隔週水曜日深夜放送。武井のみ。

## 著書
- イラン人は面白すぎる!（エマミ・シュン・サラミ 著、光文社新書 2012年4月17日刊 ISBN 9784334036805）